# Ledra mutica
Ledra mutica är en insektsart som beskrevs av Fabricius 1803. Ledra mutica ingår i släktet Ledra och familjen dvärgstritar. Inga underarter finns listade i Catalogue of Life.